# Marcus Steegmann
Marcus Steegmann (* 4. Februar 1981 in Köln) ist ein deutscher Sportmanager und ehemaliger Fußballspieler. Seit April 2023 ist er Direktor für Profifußball beim Drittligisten Rot Weiss Essen.

## Spielerkarriere
Der Mittelstürmer begann seine Karriere beim TuS Königsdorf, bevor er 1993 in die Jugend des 1. FC Köln wechselte. Von dort aus spielte er sich erst in die zweite Mannschaft der Kölner, ehe er 2003 zum Hamburger SV ging, wo er ebenfalls in der zweiten Mannschaft in der Regionalliga Nord eingesetzt wurde und nach einer Saison nach Nordrhein-Westfalen zurückwechselte.
Bei seinem neuen Verein Borussia Dortmund bestritt er auch sein erstes Bundesligaspiel, als er am 20. November 2004 gegen den SC Freiburg eingewechselt wurde. Es sollten noch vier weitere Einsätze für die erste Mannschaft folgen. Daneben spielte Steegmann hauptsächlich für die zweite Mannschaft. 2006 wechselte er in die Regionalliga Süd zum VfR Aalen. Er wurde in den folgenden zwei Jahren zum Stammspieler und erzielte insgesamt 18 Tore.
Ab dem Sommer 2008 spielte Steegmann in der dritten Liga für die SpVgg Unterhaching und erzielte am 3. Spieltag gegen die Stuttgarter Kickers sein erstes Drittligator. Insgesamt konnte der Stürmer für die Münchner Vorstädter in zwei Spielzeiten acht Tore erzielen. Im Sommer 2010 wechselte Marcus Steegmann innerhalb der Liga zur TuS Koblenz.
Zur Saison 2011/12 wechselte Steegmann zum Drittliga-Aufsteiger SV Darmstadt 98. Dort wurde Steegmann Stammspieler im Angriff und erzielte in 33 Drittligaspielen zehn Tore. In seiner zweiten Saison kam er nur auf fünf Tore.
Nach dem Auslaufen seines Vertrags wechselte Steegmann zur Saison 2013/14 zum Regionalligisten FC Viktoria Köln. Nach vier Toren in 14 Hinrundenspielen kam er verletzungsbedingt aufgrund eines Außenbandrisses im Knie in der Rückrunde nur noch auf neun torlose Spiele. Im Sommer 2015 beendete er zunächst seine Karriere. Im September desselben Jahres wurde er aufgrund einer Verletzungsmisere reaktiviert. Am 30. Januar 2016 beendete Steegmann endgültig seine aktive Spielerkarriere bei Viktoria Köln.

## Karriere als Funktionär
Nach dem Ende seiner Spielerkarriere wurde Steegmann im Sommer 2018 sportlicher Leiter seines ehemaligen Vereins FC Viktoria Köln. Am Ende der ersten Saison unter seiner Leitung stieg die erste Mannschaft 2019 aus der Regionalliga in die dritte Liga auf, wo in den folgenden Spielzeiten jeweils der Klassenerhalt erreicht werden konnte. Ende März 2023 löste er seinen Vertrag mit dem Verein auf, um sich stattdessen zum 1. April 2023 dem Drittliga-Konkurrenten Rot-Weiss Essen anzuschließen, bei dem er zunächst Chefscout und Kaderplaner wurde. Rund zwei Wochen später beförderte ihn Rot-Weiss nach der zwischenzeitlichen Trennung von Sportdirektor Jörn Nowak gemeinsam mit Christian Flüthmann zu dessen Nachfolger, wobei Steegmann im Verein den Titel eines Direktors für Profifußball erhielt.